# Lispocephala longipenis
Lispocephala longipenis är en tvåvingeart som beskrevs av Xue, Wang och Zhang 2006. Lispocephala longipenis ingår i släktet Lispocephala och familjen husflugor. Inga underarter finns listade i Catalogue of Life.